# Sontheim an der Brenz
Sontheim an der Brenz ist eine Gemeinde im Landkreis Heidenheim in Baden-Württemberg. Sie gehört zur Region Ostwürttemberg.

## Geographie

### Geographische Lage
Sontheim an der Brenz liegt am Übergang der Schwäbischen Alb zum Donautal. Durch das Gemeindegebiet fließt die Brenz wenige Kilometer vor ihrer Mündung in die Donau. Sontheim liegt am Nordrand des Schwäbischen Donaumooses.

### Nachbargemeinden
Sontheim grenzt an Hermaringen und Giengen an der Brenz im Norden, Niederstotzingen im Westen, alle im Landkreis Heidenheim, sowie an Bächingen an der Brenz und Medlingen im bayerischen Landkreis Dillingen im Süden und Osten.

### Gemeindegliederung
Zur Gemeinde Sontheim an der Brenz gehören die ehemals selbstständigen Gemeinden und heutigen Ortsteile Sontheim an der Brenz, Bergenweiler und Brenz mit insgesamt fünf Dörfern und Höfen. Die Ortsteile bilden Wohnbezirke im Sinne der baden-württembergischen Gemeindeordnung. Zum Ortsteil Bergenweiler gehören das Dorf Bergenweiler, in dessen Ortskern noch der Straßenname „Schloßhof“ an das 1932 abgebrannte, ehemalige Wasserschloss Bergenweiler erinnert, siehe dazu Wasserschloss Bergenweiler, sowie eine abgegangene Burg mit dem angeblichen Namen Ravensburg. Zum Ortsteil Brenz gehört das Dorf Brenz mit dem historischen Ortskern zu Fuße der spätromanischen Galluskirche (Brenz an der Brenz) und des Schloss Brenz. Zur Gemeinde Sontheim an der Brenz im Gebietsstand vom 29. Februar 1972 gehören das Dorf Sontheim an der Brenz, der heute noch bewirtschaftete Hof Schwarzenwang sowie der abgegangene Hof Heuhof und die abgegangene Ortschaft Heukrampfen.
siehe auch Burgstall Burstel

### Flächenaufteilung
Nach Daten des Statistischen Landesamtes, Stand 2014.

### Schutzgebiete
Im Norden des Gemeindegebiets liegt das Naturschutzgebiet Ravensburg. Zudem liegen im Gemeindegebiet insgesamt 3 Landschaftsschutzgebiete: das Lone- und Hürbetal, der Dexelberg westlich von Sontheim, das Kühtal westlich Bergenweiler und der Donaumoosrand mit Hart, Espenbühl, Plon, Lache, Moos.
Sontheim hat darüber hinaus Anteile an den FFH-Gebieten Giengener Alb und Eselsburger Tal und Donaumoos sowie am Vogelschutzgebiet Donauried.

## Geschichte

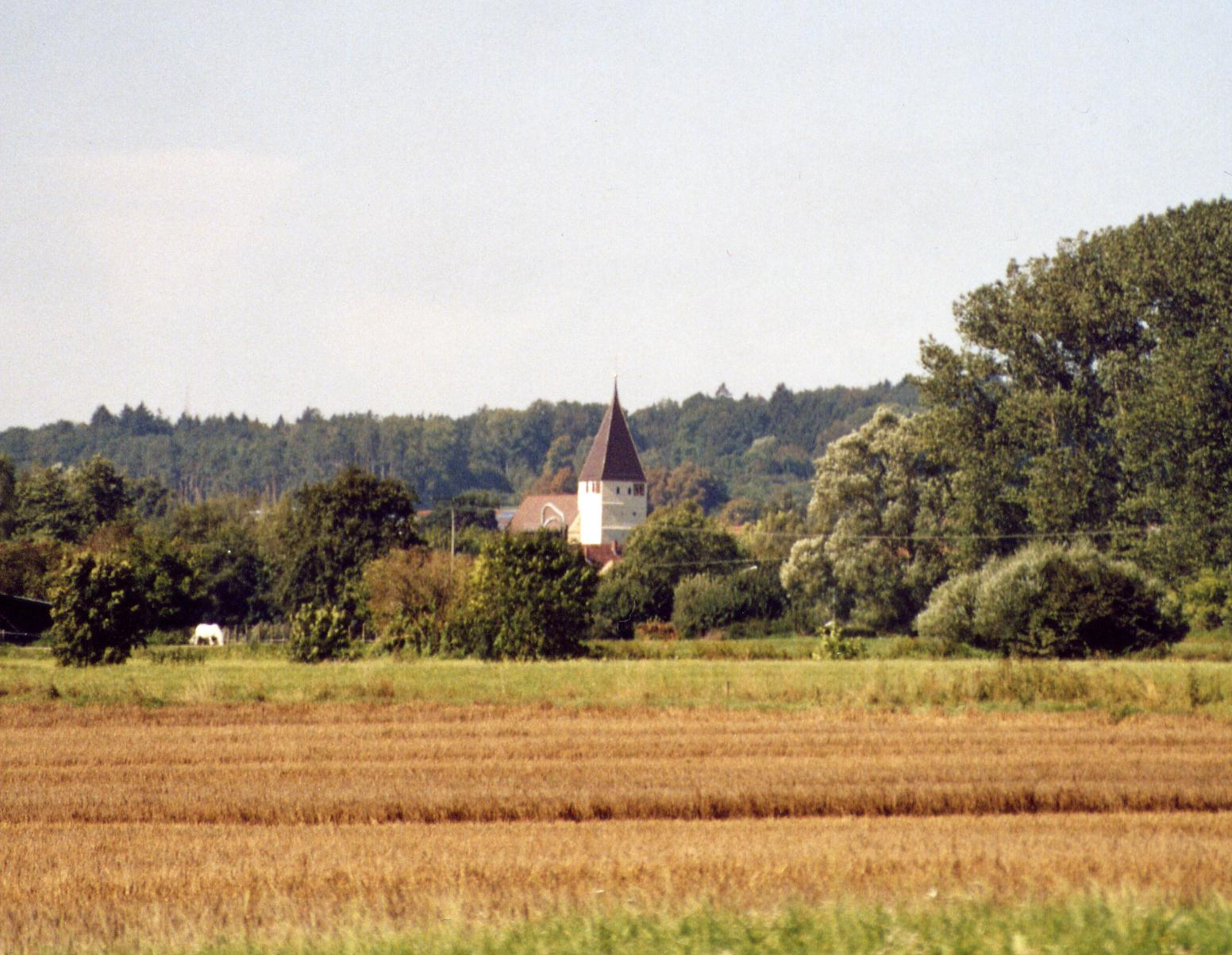
Blick auf die Sontheimer Georgskirche

### Altertum
Siedlungsspuren auf dem heutigen Ortsgebiet sind bereits aus der Zeit um 5000 v. Chr. nachgewiesen worden.
In der Römerzeit (2./3. Jahrhundert n. Chr.) war Sontheim ein Straßenknotenpunkt mit einer ausgedehnten Raststation und einem kleinen Tempel, was Ausgrabungen in den 1990er Jahren ergaben; es lag an der Kreuzung der Straßen von Günzburg (lat. Guntia) nach Heidenheim (lat. Aquileia) und der Donaunordstraße vom Kastell Urspring (lat. Ad Lunam) nach Regensburg (lat. Castra Regina). Im Jahr 2002 wurde an letzterer Straße zwischen Sontheim und Bächingen ein von Kaiser Caracalla gestifteter fast vollständiger, in zwei Teile zerbrochener Meilenstein mit Verweis auf Faimingen (lat. Phoebiana) entdeckt.

### Mittelalter
Unter den Alemannen war Sontheim bereits eine ansehnliche Siedlung, worauf zahlreiche Reihengräberfunde hinweisen. Besonders bemerkenswert ist der Fund eines Silberblechkreuzes mit einer Christusdarstellung aus dem 7. Jahrhundert (heute im Landesmuseum Stuttgart). Aus einer späteren alemannischen Siedlung (um 800), die weiter südlich angelegt wurde, ging die heutige Ortschaft hervor; diese wurde mit hoher Wahrscheinlichkeit vom nördlich gelegenen Brenz aus gegründet, worauf die einstige kirchliche Zugehörigkeit Sontheims zu Brenz sowie die Namensgebung (Sontheim bedeutet so viel wie Süd-heim) hinweisen.
Im Jahre 1002 wird Sontheim erstmals urkundlich erwähnt anlässlich eines Aufenthaltes König Heinrichs II, was Sontheims Lage an der Straße der Staufer begründet. Im Spätmittelalter war in Sontheim ein Niederadelsgeschlecht ansässig, das sich nach dem Ort benannte; ab Mitte des 15. Jahrhunderts verliert sich davon jede Spur. Die Herrschaft fiel an die Grafen von Helfenstein; 1448 erwarben sie die Grafen von Württemberg, verloren sie aber bald an Bayern. Erst ab 1504 war die Herrschaft Heidenheim und das darin inkorporierte Sontheim wieder württembergisch.

### Neuzeit
Während des Schmalkaldischen Krieges befand sich im Oktober 1546 das Lager Kaiser Karls V. in Sontheim.
Das Herzogtum Württemberg führte ab 1558 die Reformation in Sontheim durch, das sich von der katholischen Mutterkirche Brenz löste. Seitdem ist die Gemeinde überwiegend evangelisch. Der Dreißigjährige Krieg traf auch Sontheim schwer, vor allem der bayerische Überfall von 1620. Zu Beginn des 18. Jahrhunderts erhielt die Georgskirche ihre heutige Gestalt.
1704 nutzten die Franzosen vor der Schlacht bei Höchstädt Sontheim als Hauptquartier.
1791 kaufte der Sontheimer Gemeinderat den südlich gelegenen, geschichtsträchtigen Aussiedlerhof Schwarzenwang vom Freiherrn vom Stain zu Niederstotzingen, wodurch die Gemeinde ihre Gemarkung erheblich erweitern konnte.
Sontheim gehörte zum altwürttembergischen Amt Heidenheim und blieb bei der Umsetzung der neuen Verwaltungsgliederung im seit 1806 bestehenden Königreich Württemberg weiterhin dem nunmehrigen Oberamt Heidenheim zugeordnet.
Vor allem durch die „Bevölkerungsexplosion“ im 19. Jahrhundert entwickelte sich das langgestreckte Straßendorf weiter.
Bei der Kreisreform während der NS-Zeit in Württemberg gelangte Sontheim 1938 zum Landkreis Heidenheim. Da der Ort nach dem Zweiten Weltkrieg Teil der Amerikanischen Besatzungszone geworden war, gehörte er somit seit 1945 zum neu gegründeten Land Württemberg-Baden, das 1952 im jetzigen Bundesland Baden-Württemberg aufging.

### Eingemeindungen
- 1. März 1972: Bergenweiler[7]
- 1. Januar 1974: Brenz[8]

### Einwohnerentwicklung
Die Einwohnerzahlen nach dem jeweiligen Gebietsstand sind Schätzungen, Volkszählungsergebnisse (¹) oder amtliche Fortschreibungen des Statistischen Landesamtes Baden-Württemberg (nur Hauptwohnsitze).
| Jahr                 | Einwohner |
| -------------------- | --------- |
| 1. Dezember 1871 1   | 2590      |
| 1. Dezember 1880 1   | 2607      |
| 1. Dezember 1890 1   | 2587      |
| 1. Dezember 1900 1   | 2406      |
| 1. Dezember 1910 1   | 2562      |
| 16. Juni 1925 1      | 2747      |
| 16. Juni 1933 1      | 2726      |
| 17. Mai 1939 1       | 2631      |
| 13. September 1950 1 | 3806      |
| 6. Juni 1961 1       | 4413      |

| Jahr              | Einwohner |
| ----------------- | --------- |
| 27. Mai 1970 1    | 5032      |
| 31. Dezember 1980 | 5061      |
| 25. Mai 1987 1    | 5251      |
| 31. Dezember 1990 | 5512      |
| 31. Dezember 1995 | 5702      |
| 31. Dezember 2000 | 5694      |
| 31. Dezember 2005 | 5646      |
| 31. Dezember 2010 | 5525      |
| 31. Dezember 2015 | 5412      |
| 31. Dezember 2020 | 5636      |

## Politik

### Gemeinderat
In Sontheim an der Brenz wird der Gemeinderat nach dem Verfahren der unechten Teilortswahl gewählt. Dabei kann sich die Zahl der Gemeinderäte durch Überhangmandate verändern. Der Gemeinderat besteht nach der letzten Wahl aus den 19 gewählten ehrenamtlichen Gemeinderäten und dem Bürgermeister als Vorsitzendem. Der Bürgermeister ist im Gemeinderat stimmberechtigt. 
Die Kommunalwahl am 9. Juni 2024 führte zu folgendem Ergebnis.
| Parteien und Wählergemeinschaften | Parteien und Wählergemeinschaften           | % 2024  | Sitze 2024 | % 2019 | Sitze 2019 |
| FWV                               | Freie Wähler                                | 53,49   | 10         | 52,4   | 10         |
| SPD                               | Sozialdemokratische Partei Deutschlands     | 33,86   | 7          | 37,0   | 7          |
| CDU                               | Christlich Demokratische Union Deutschlands | 12,65   | 2          | 10,5   | 2          |
| gesamt                            | gesamt                                      | 100,0   | 19         | 100,0  | 19         |
| Wahlbeteiligung                   | Wahlbeteiligung                             | 66,98 % | 66,98 %    | 64,2 % | 64,2 %     |

### Bürgermeister

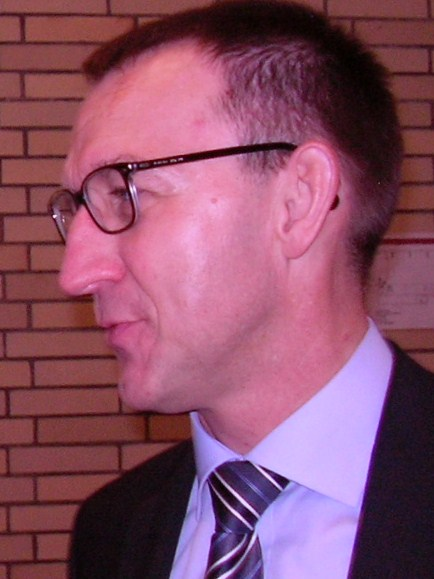
Matthias Kraut (2011)

- Jakob Häfele (1913–1933 und 1948–1954)
- Hermann Eberhardt (1954–1990)
- Peter Welsch (1990–2006)
- Matthias Kraut (2006–2022)
- Tobias Rief, SPD (2022–)

Bürgermeister ist seit Anfang Juni 2022 Tobias Rief (SPD). Er wurde am 20. März 2022 mit 63,4 Prozent der Stimmen zum Bürgermeister gewählt. Er folgte Matthias Kraut nach, der erstmals am 26. März 2006 mit 60,7 Prozent der Stimmen zum Bürgermeister gewählt wurde. Am 23. März 2014 wurde er mit 58,2 Prozent der Stimmen für eine zweite Amtszeit wiedergewählt. Bei der Bürgermeisterwahl 2022 trat er nicht mehr an.

### Wappen
| Wappen der Gemeinde Sontheim an der Brenz | Blasonierung: „In Silber (Weiß) zwei schräg gekreuzte, aufwärts gerichtete rote Adlerfänge.“ |
| Wappen der Gemeinde Sontheim an der Brenz | Wappenbegründung: Auf Grund eines Vorschlags der Archivdirektion Stuttgart nahm die Gemeinde Sontheim an der Brenz im Jahre 1930 das eigenartige Wappen des ehemaligen Ortsadels der Herren von Sontheim (Suntheim) an, wie es im Wappenbuch des Abts Ulrich von St. Gallen aus dem späten 15. Jahrhundert überliefert ist. |

### Partnerschaften
Partnergemeinde von Sontheim an der Brenz ist die an der französischen Atlantikküste gelegene Kleinstadt Saint-Valery-en-Caux in der Normandie.
Partnerort des Ortsteils Bergenweiler ist die niederösterreichische Katastralgemeinde Watzelsdorf, Ortsteil der Marktgemeinde Zellerndorf. Diese Ortsfreundschaft entstand über die Feuerwehren der beiden Orte und wird seit 1981 aktiv mit regelmäßigen Besuchen, auch außerhalb des Feuerwehrwesens, gelebt.

## Vereine
Die Ortsgruppe Sontheim des Schwäbischen Albvereins wurde 1999 mit der Eichendorff-Plakette ausgezeichnet.
Sportlich stehen die beiden größten Vereine des Ortes, der FV Sontheim (Fußball, Turnen, Ski) und der TV Brenz (Handball, Turnen, Boxen) hervor. Des Weiteren wird in Sontheim aktiv Schach beim SK Sontheim gespielt. In Sontheim und Brenz gibt es je eine Schützengesellschaft mit eigenem Schützengelände. Der Tennisclub Sontheim bietet aktiven Tennissport an. Der Reit- und Fahrverein verfügt über eine eigene Stallung und Halle und Turnierplatz.
Mit dem Musikverein Harmonie Sontheim/Brenz e. V. sowie den beiden Gesangvereinen Sänger-Eintracht Sontheim 1889 e. V. und Sängereintracht Bergenweiler 1889 e. V. gibt es auch kulturelle Angebote.
Die örtlichen Unternehmen organisieren sich im Handels- und Gewerbeverein.
Die Familien der ehemaligen türkischstämmigen Gastarbeiter gründeten den türkisch-islamischen Kulturverein Sontheim.
Seit 2010 widmet sich die Interessengemeinschaft Sontheim/Brenz für Brauchtum und Technik e. V., kurz IGS, in verschiedenen Bereichen dem Erhalt von Brauchtum, wie landwirtschaftlicher Arbeit des letzten Jahrhunderts, die den Ort massiv geprägt haben. Weiterer Bestandteil des Vereinslebens ist die Verbindung zur Eisenbahn die in Sontheim zeitweise sogar zwei Strecken verband. Seit 2019 ist der Verein in einer eigenen Halle mit umlaufender Garteneisenbahn (5 Zoll, 400 m Gleis) ansässig auf der in den Sommermonaten regelmäßig Familientage mit der Möglichkeit zur Mitfahrt auf der 5-Zoll-Bahn angeboten werden.

## Wirtschaft und Infrastruktur

### Verkehr
Sontheim ist über die 13 km entfernte Anschlussstelle Niederstotzingen der Bundesautobahn 7 (Flensburg–Füssen) an das überregionale Straßennetz angebunden. Landes- und Kreisstraßen schaffen die Verbindung zu den Nachbarorten.
Die Bahnstrecke Aalen–Ulm verläuft durch die Gemeinde mit Haltestellen in den Ortsteilen Sontheim und Bergenweiler. Von 1911 bis 1959 zweigte eine Nebenbahn nach Gundelfingen in Sontheim von der Bahnstrecke Aalen–Ulm ab.
Durch Alltagsrouten aus dem Radnetz Baden-Württemberg ist Sontheim 
- über Niederstotzingen und Langenau mit Ulm,
- über den Ortsteil Bergenweiler und über Hermaringen und Giengen mit Heidenheim und
- Richtung Bächingen und Gundelfingen an der Donau verbunden.

Durch die Gemeinde verläuft als Landes-Radfernweg der Württemberger Tälerradweg. Er führt von Crailsheim über Aalen, Heidenheim, Giengen und Sontheim nach Ulm und weiter über Göppingen nach Schwäbisch Gmünd.

### Ansässige Unternehmen
Der mit Abstand größte Arbeitgeber am Ort ist die Firma Röhm GmbH, Hersteller von Spannwerkzeugen, mit etwa 870 Beschäftigten. Der Erfolg dieser Firma hat die Entwicklung Sontheims nach dem Zweiten Weltkrieg entscheidend beeinflusst. Darüber hinaus haben sich in den Gewerbegebieten der Gemeinde zahlreiche mittelständische Unternehmen angesiedelt.

### Bildungseinrichtungen
Die Gemeinde verfügt über eine Grund-, Werkreal- und Realschule, an der mehr als 500 Schüler unterrichtet werden. Im Ortsteil Brenz gab es außerdem eine reine Grundschule, deren Klassen mittlerweile aber in die Grundschule Sontheim integriert wurden (Stand 2020).
An Kindergärten befinden sich in Sontheim das Kinderhaus in der Au und der Franziskus-Kindergarten, in Brenz das Brenzer Kindernest und in Bergenweiler der Kindergarten „Pusteblume“.

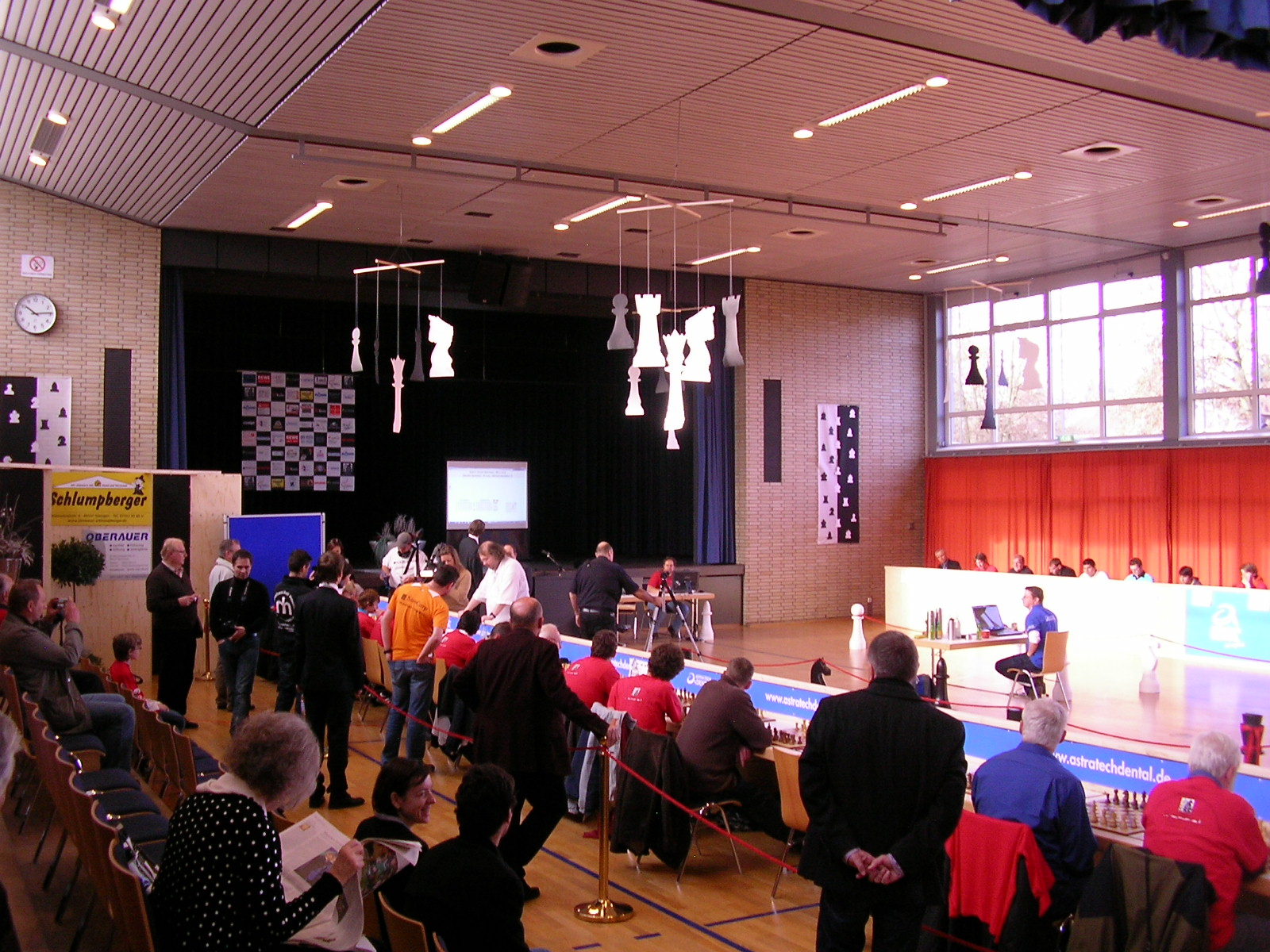
Gemeindehalle: Marc Lang spielt gegen 46 Schachspieler Blindsimultan.

### Freizeit- und Sportanlagen
In der Gemeindehalle von Sontheim an der Brenz spielte Marc Lang am 26. und 27. November 2011 gegen 46 Schachspieler Blindsimultan und erzielte hierbei einen neuen Weltrekord.
Neben der Gemeindehalle befindet sich die Hermann-Eberhardt-Halle, in welcher der Schulsport, diverse Sportveranstaltungen und die Heimspiele der Handballer des TV Brenz stattfinden. Dazu besitzt der TV Brenz noch eine eigene Halle mit öffentlichem Sportgelände im Ortsteil Brenz.
Auf dem „Hülenberg“ befinden sich die Sportanlagen des FV Sontheim, des Tennisclub Sontheim und des Reit- und Fahrvereins.

## Söhne und Töchter der Gemeinde
- Andreas Althamer (um 1500–um 1539), Reformator und Humanist
- Johann Friedrich von Klemm (1793–1858), Politiker und Oberamtmann in Tettnang, Ellwangen und Esslingen